# Bato (Camarines Sur)
Bato is een gemeente in de Filipijnse provincie Camarines Sur op het eiland Luzon. Bij de laatste census in 2007 had de gemeente ruim 44 duizend inwoners.

## Geografie

### Bestuurlijke indeling
Bato is onderverdeeld in de volgende 33 barangays:
| - Agos - Bacolod - Buluang - Caricot - Cawacagan - Cotmon - Cristo Rey - Del Rosario - Divina Pastora - Goyudan - Lobong | - Lubigan - Mainit - Manga - Masoli - Neighborhood - Niño Jesus - Pagatpatan - Palo - Payak - Sagrada - Salvacion | - San Isidro - San Juan - San Miguel - San Rafael - San Roque - San Vicente - Santa Cruz - Santiago - Sooc - Tagpolo - Tres Reyes |

## Demografie
Bato had bij de census van 2007 een inwoneraantal van 44.437 mensen. Dit zijn 1.698 mensen (4,0%) meer dan bij de vorige census van 2000. De gemiddelde jaarlijkse groei komt daarmee uit op 0,54%, hetgeen lager is dan het landelijk jaarlijks gemiddelde over deze periode (2,04%). Vergeleken met de census van 1995 is het aantal mensen met 5.666 (14,6%) toegenomen.

De bevolkingsdichtheid van Bato was ten tijde van de laatste census, met 44.437 inwoners op 107,12 km², 414,8 mensen per km².